# Kristinehamns station
Kristinehamns station är en trafikplats i Kristinehamn där Inlandsbanan möter Värmlandsbanan, cirka 60 kilometer från Laxå station och Västra stambanan.

## Historik
Stationen öppnades den 2 december 1866 och ligger i centrala Kristinehamn cirka 2 km söder om E18. Namnet på stationen var fram till 1895 Kristinehamn Övre. Det då det fram till 1875 fanns en station vid namn Kristinehamn Nedre som låg vid Norra Staketgatan/Västerlånggatan och byggdes för Christinehamn–Sjöändans Järnväg. Kristinehamn Nedre infogades 1921 i Kristinehamns station. År 2022 var endast väntsalen i byggnadens nedre del öppen för allmänheten.